# Epactoides frontalis
Epactoides frontalis là một loài bọ cánh cứng trong họ Bọ hung (Scarabaeidae).